# Jóhann Ingi Gunnarsson
Jóhann Ingi Gunnarsson (* 21. Mai 1954 in Reykjavík) ist ein ehemaliger isländischer Handballtrainer und Sportpsychologe.

## Leben
Jóhann Ingi Gunnarsson trainierte von 1978 bis 1980 die isländische Nationalmannschaft. Von 1982 bis 1986 trainierte er den THW Kiel. Danach wechselte er zum Ligarivalen TUSEM Essen. Gunnarsson ist von Beruf Diplom-Psychologe. Er studierte bei Uwe Grau an der Christian-Albrechts-Universität zu Kiel und ist mittlerweile ein geachteter Sportpsychologe.
1986 wurde Gunnarsson zum Handball-Trainer des Jahres in Deutschland gewählt.
Gunnarsson ist Mitinhaber einer Importfirma, die er mit seinen Geschwistern besitzt. Außerdem ist er als Berater für verschiedene Unternehmen tätig.

## Erfolge
- THW Kiel
  - 1982/83 Vize-Meister
  - 1983/84 4. Platz
  - 1984/85 Vize-Meister
  - 1985/86 5. Platz
- TUSEM Essen
  - Deutscher Handballmeister 1987 und 1989

## Veröffentlichungen
- U. Grau, J. Möller und J. I. Gunnarsson:  A New Concept of Counselling: A Systemic Approach for Counselling Coaches in Team Sports. In: Applied Psychology. 37, 1986, S. 65–83. doi:10.1111/j.1464-0597.1988.tb01126.x